# Вероніка щиткова
Вероніка щитоносна, вероніка щиткова (Veronica scutellata) — вид трав'янистих рослин родини подорожникові (Plantaginaceae), поширений у Північній півкулі.

## Опис
Багаторічні трав'янисті рослини з повзучими кореневищами заввишки 10–50 см. Стебла від висхідних до прямостійних, голі або іноді волохаті. Листки супротивні; пластини від вузько еліптичних до лінійних, з цілими краями або дрібнозубчасті, часто коричнюваті або червонуваті особливо внизу. Суцвіття — слабкі китиці. Квіти: віночки від блідо-синіх до фіалкових, іноді білі, з прожилками, 5–6 мм шириною, 4-лопатеві, у формі колеса, короткотрубкові; чашечки 4-лопатеві, лопаті можуть мати або не мати залозисті волоски; тичинок 2. Плоди — серцеподібні капсули, плоскі, довжиною 4 мм, довші за чашечку, можуть мати або не мати залозисті волоски.

## Поширення
Північна Африка (Алжир); Азія (Вірменія, Азербайджан, Росія, Казахстан, Туреччина); Європа (Білорусь, Естонія, Латвія, Литва, Молдова, Україна, Австрія, Бельгія, Чехія, Німеччина, Угорщина, Нідерланди, Польща, Словаччина, Швейцарія, Данія, Фінляндія, Ісландія, Ірландія, Норвегія, Швеція, Велика Британія, Албанія, Болгарія, Хорватія, Греція, Румунія, Сербія, Словенія, Франція, Португалія, Іспанія); Північна Америка (Канада, США). Населяє грязьові й глиняні береги, схильні до затоплення гідротехнічні луки, калюжі, ставки, канави, вологі місця розкопок, поля, парові поля.
В Україні зростає на сирих луках, краях боліт і озер, заболочених берегах річок — у більшій частині України, але в степу рідко; в гірському Криму (Караголь, озеро на горі Кастель під Чатир-Дагом) дуже рідко.

## Галерея

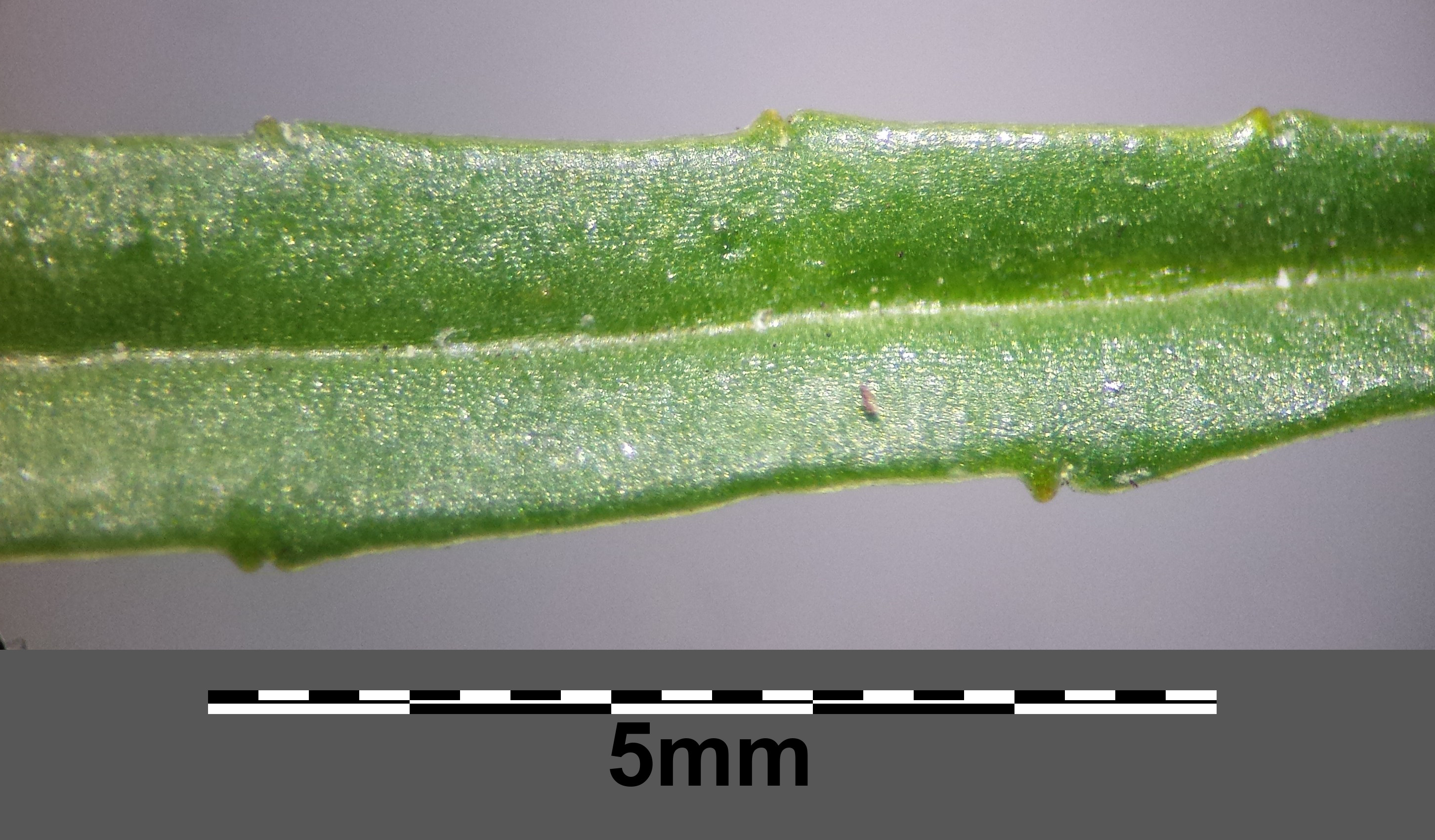
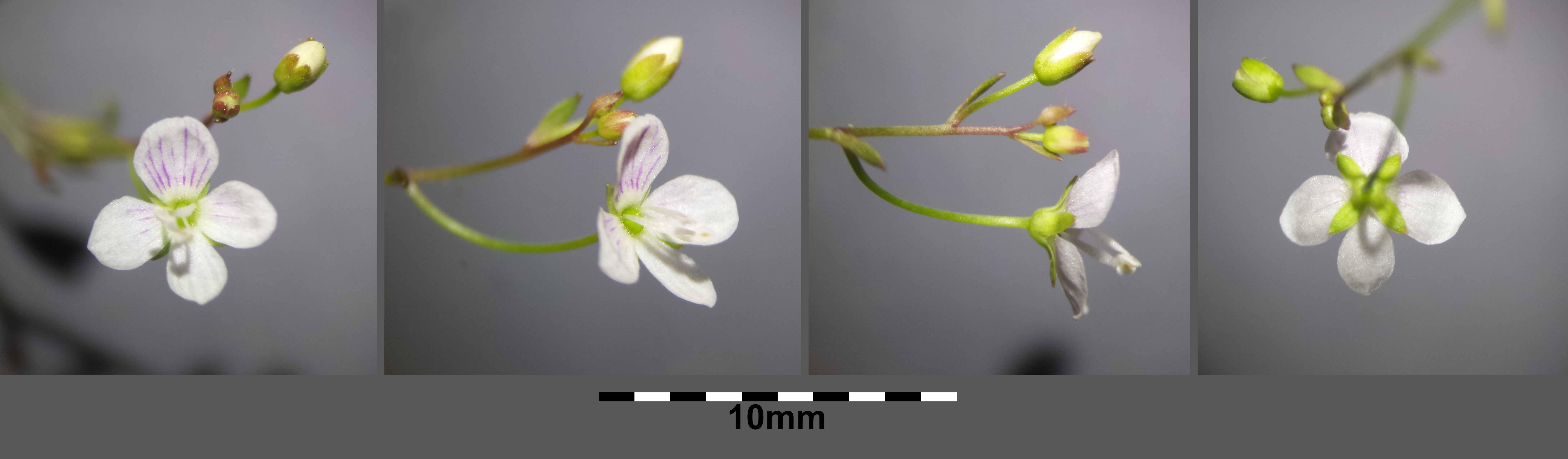
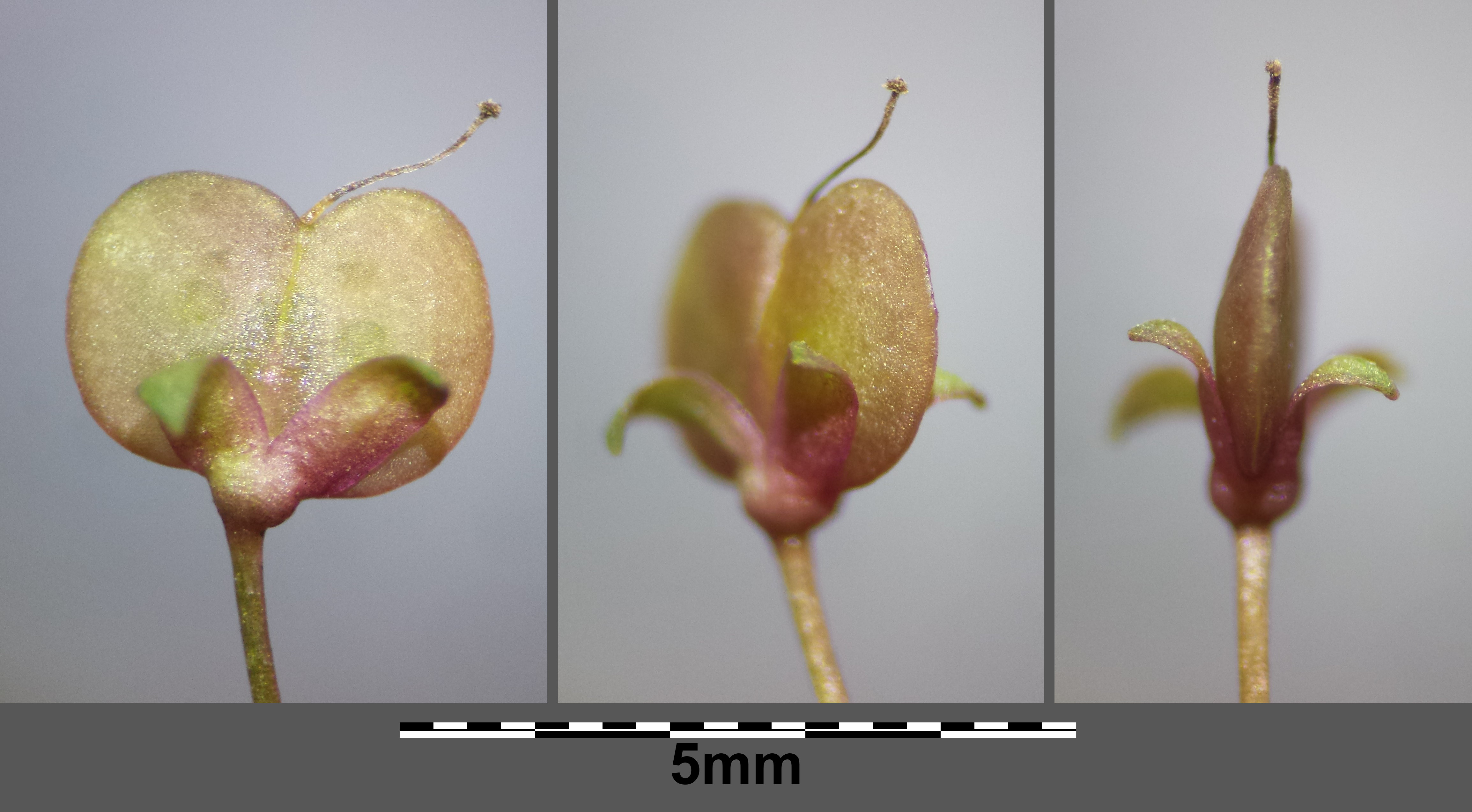
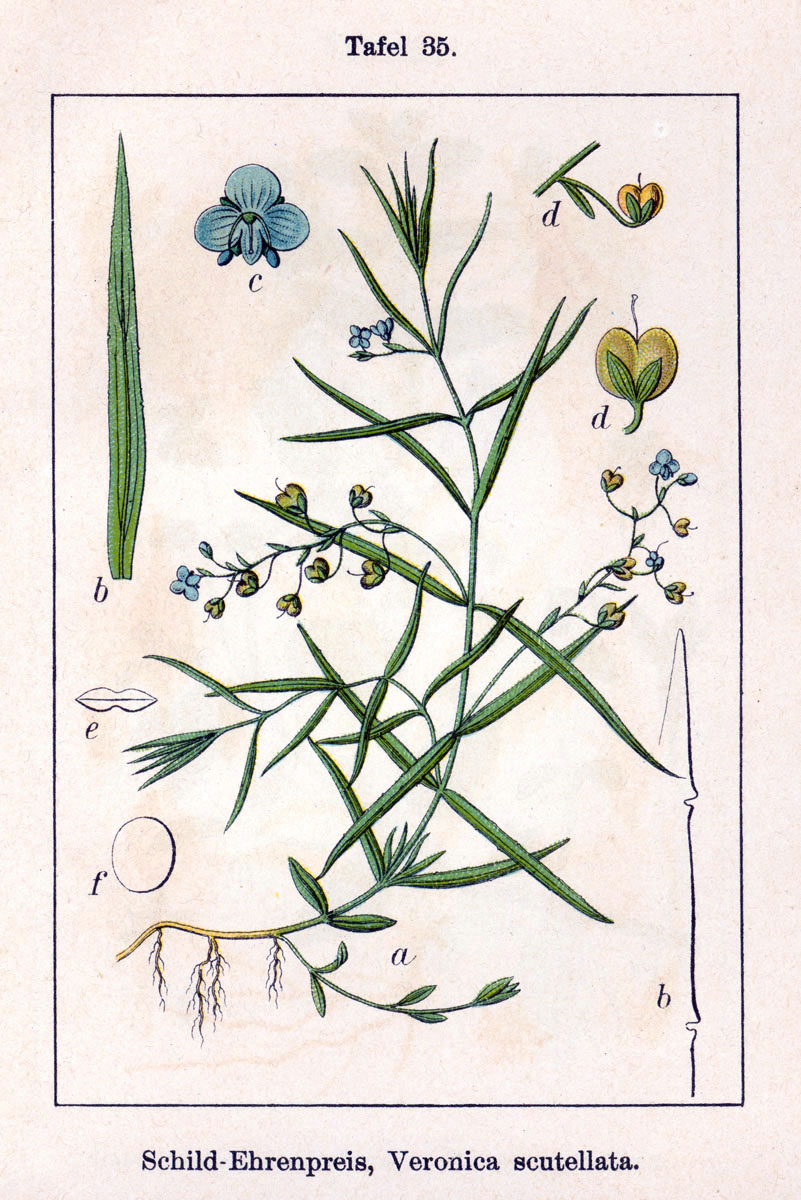